# Liga Confederacionista
Liga Confederacionista, fundada em São Paulo pelo grupo mais radical da Liga de Defesa Paulista, foi uma organização política brasileira que buscava criar um Estado confederado no país, uma forma alternativa ao separatismo que começou a crescer no Estado de São Paulo desde o início da Era Vargas.

## História
Cinco meses após a derrota dos paulistas na Revolução Constitucionalista, funda-se a Liga Confederacionista em 11 de março 1933, em São Paulo, sendo inspirada nas ideias contidas no livro Confederação ou Separação de Alfredo Ellis Jr., publicado pela primeira vez em 1932. A organização, observando o Brasil, pelas suas vastas proporções territoriais, diferenças climáticas, formação étnica e grande diversidade cultural, julga que é o país típico para um regime confederacionista. O objetivo dos confederacionistas era conquistar uma ampla autonomia dos Estados, só sendo permitida a intervenção do Governo central em caso de guerra externa, agressão ao desrespeito de outro Estado, ou solicitação dos governos locais. A organização considerava o regime unitário inviável para o Brasil devido às grandes diferenças regionais existentes.
Com sede localizada na Praça da Sé, em São Paulo, para alcançar seu objetivo, a Liga Confederacionista usou os meios da imprensa e conferências. Seu primeiro presidente foi René Thiollier que, por motivos profissionais, não pode continuar seu mandato. Posteriormente, foi eleito Alfredo Ellis Jr.
A Liga imprimiu em 1934, mais de 20 mil cópias do manifesto e os espalhou por todos os lugares de São Paulo e do Brasil, inclusive para os partidos políticos. Publicou na imprensa diária de São Paulo e de outros estados noventa e dois artigos em defesa de seu ideal ou em resposta às críticas recebidas. A secretaria da organização enviou 42 comunicados à imprensa em nível nacional sobre as decisões da diretoria. Foram distribuídos pelo país 36 mil cópias dos boletins mensais com artigos de colaboração dos sócios. Cederam 14 entrevistas na imprensa diária de São Paulo e distribuíram 50 mil cópias das circulares dirigidas a várias categorias profissionais. Foram realizadas sete conferências na capital paulista e no interior de São Paulo, duas no Club Comercial de São Paulo, duas em Araras, uma em São Carlos, uma em Jundiahy, e uma em Santos, todas com grande público.